# Jordi Barenas
Jordi Barenas (s. XVII - ?) fou un organista català.
L'any 1667 es va incorporar com a organista a la catedral de Santa Maria de Castelló d'Empúries, on va substituir a Baldiri Borgunyó, que va exercir entre els anys 1660-1668. Barenas serà substituït per Joan Pere Ribas, que va exercir entre els anys 1668-1675.
Com a organista, havia d'interpretar l'orgue quan es requeria. En cas contrari, Barenas, com els seus predecessors, havia d'assistir al cor o prendre la funció de director en cas de faltar el sotsxantre. A més, havia d'exercir de professor de cor, i instruir els infants, designats pel rector, sobre els cants que havien d'executar a l'església.